# Лондак, Павел
Павел Лондак (эст. Pavel Londak, при рождении — Павел Киселёв; 14 мая 1980, Таллин) — эстонский футболист, вратарь. Выступал за национальную сборную Эстонии.

## Биография

### Клубная карьера
Воспитанник таллинского клуба «Копли», в начале карьеры также выступал за «Вигри». В сезоне 1997/98 дебютировал в высшем дивизионе Эстонии в составе столичной «Лантаны». К 1999 году стал основным вратарём команды и сыграл в том сезоне 19 матчей.
В 2000 году перешёл в систему таллинской «Флоры». Большую часть контракта выступал на правах аренды за другие клубы высшего и первого дивизионов. За основной состав «Флоры» дебютировал в 2002 году, а основным вратарём был только в сезоне 2006 года, когда сыграл 22 матча.
В 2007 году перешёл в норвежский «Будё-Глимт», выступал за клуб в течение девяти сезонов с перерывом, сыграл за это время 190 матчей в чемпионатах Норвегии в высшем и первом дивизионах. В 2013 году стал победителем первого дивизиона. Весной 2011 года играл на правах аренды за дебютанта чемпионата Турции «Буджаспор», но не смог помочь клубу удержаться в высшем дивизионе и вернулся в Норвегию. В 2016 году перешёл в другой норвежский клуб — «Русенборг», с которым стал чемпионом и обладателем Кубка Норвегии, но в чемпионате сыграл лишь три матча, а в финале Кубка на поле не выходил.
В 2017 году вернулся в Эстонию и присоединился к клубу «Нымме Калью». В первом сезоне был дублёром Виталия Телеша и вышел на поле в матче высшей лиги только однажды, затем стал играть более часто. В 2020 году перешёл в состав дебютанта высшей лиги «Легион», в первом сезоне был основным вратарём клуба. За 2021—2022 годы сыграл только три матча за «Легион» и завершил карьеру.
Всего в высшем дивизионе Эстонии сыграл 257 матчей.

### Карьера в сборной
Выступал за молодёжную сборную Эстонии.
В составе национальной сборной дебютировал 4 июля 2001 года в матче Балтийского кубка против Литвы, пропустил в этом матче 5 мячей (2:5). Всего за сборную сыграл с 2001 по 2016 годы 27 матчей и пропустил 45 голов. В трёх матчах в 2008 году был капитаном команды.

## Личная жизнь
В 2003 году сменил фамилию Киселёв на Лондак.